# Raffaele Mainella
Raffaele Mainella (Benevento, 31 dicembre 1856 – Venezia, 27 aprile 1941) è stato un pittore, decoratore, architetto e grafico italiano.

## Origini
Trasferitosi adolescente a Bassano del Grappa con la famiglia, si formò alla Reale Accademia di Belle Arti di Venezia, risentendo non poco della cultura tradizionalista cui la scuola si ispirava. 
Il Mainella si propose subito tra i più promettenti allievi dimostrando subito un'eccezionale intuizione pittorica ed una straordinaria precisione nell'esecuzione dei lavori.
Qui conobbe Fanny Carlini, una delle prime donne iscritte all'Accademia, figlia del celebre ritrattista Giulio Carlini. Nel 1884 Fanny Carlini e Raffaele Mainella si sposano. Giacomo Favretto è testimone di nozze alle quali è presente tutta la famiglia artistica veneziana.
Giovanissimo si dedicò alla pittura ad olio. Predilige il paesaggio veneziano. La critica nota subito e con favore, la finezza, la grande abilità nell'imprimere la vita, l'anima, il brio, le movenze proprie dei veneziani, ciò gli valse presto una grande fama.
Dopo qualche tempo decide di dedicarsi all'acquerello. Divenne presto uno dei più quotati acquerellisti d'Italia. Due dei suoi quadri, La noce di Benevento e La regata popolare a Venezia furono acquistati dall'imperatore tedesco.

## Viaggi in oriente
Nel 1887, ancora trentenne, già artista noto, gli si aprono le porte della fortuna: l'orientalista svizzero-tedesco, barone Carl von Gonzenbach (1847–1905), dovendo recarsi in Egitto per scrivere una delle sue opere geografiche, portò con sé il Mainella. Lo aveva incontrato nel negozio Naya in Piazza San Marco, a Venezia. Del giovane ammirava il grande estro, la capacità tecnica, la freschezza espressiva, l'armonia che sapeva dare ai quadri. Ricorda Marco Egidio Allegri:
In questo viaggio lungo il Nilo in una lussuosa Dahabia, mentre il Gonzembach prendeva appunti, il Mainella rubava a quella calda natura lo splendore della luce, la poesia del silenzio, il giallo intenso del deserto, l'intimità ed il pittoresco di certi internindai superbi particolari d'arte moresca. Quei disegni vennero riprodotti nel libro del Gonzenbach Nilfahrt.
Questo viaggio, la navigazione per mesi lungo le coste del Nilo, la permanenza nei villaggi nilotici ed arabi, in carovana nel deserto pernottando sotto le tende, lo affascinarono. Riporta studi, impressioni, acquerelli, i più luminosi della sua collezione, tra cui quelli che riproducono i tramonti nel deserto.
Nel 1898 von Gonzembach parte per la Terra santa assieme alla famiglia ed al Mainella. Il viaggio dura qualche mese durante il quale il pittore colmò album di schizzi ed eseguì una cinquantina di acquerelli destinati ad illustrare l'altro volume di Gonzenbach: Pilgerrit – Bilder aus Palestina und Syrien. Il libro comprendeva settantaquattro schizzi in nero intercalati al testo e trenta tavole fuori testo tirate in inchiostri azzurri delicatissimi. In queste tavole ci sono tutta l'anima del Mainella e la grande poesia, gli alti silenzi e il desolato misticismo dei luoghi santi: Gerusalemme, il Monte Oliveto, il Mar Morto, la Valle del Giordano, Gerico, il lago di Meron e di Hermon. 
Nel dicembre 1895 espose al Salone Schultz a Berlino degli acquerelli eseguiti in quei viaggi in Oriente, destando in quella città un grande entusiasmo.

## Esposizioni
Nel 1897 la sua ricca collezione di acquerelli di Egitto, Terra Santa e Venezia venne esposta alla Internazionale d'Arte a Venezia ed ha trovato non solo ammiratori ma compratori d'eccezione: Florio, Felice di Polenza, principe Enrico di Borbone, baronessa Ernesta Stern (1854–1926), ecc. In quell'anno la Galleria Nazionale d'Arte Moderna di Roma acquistò l'acquerello Il mercato di Chioggia. Per le Biennali d'Arte Veneziane egli si prodigò incessantemente, come ideatore e coordinatore. Alla V Internazionale veneziana ebbe l'incarico di allestire la Sala della Stampa ed altre quattro salette. Nel 1897 furono da lui ideate quattro bissone del corteo reale.
Il critico francese Le Rouz ed il Conte di Montesquieu invitarono Mainella ad esporre alla Galleria Le Petit di Parigi nel 1901 una serie di acquerelli di Venezia, Egitto e Terra Santa. Questi quadri d'ambiente, in cui il Mainella con occhio sicuro e penetrante ha colto l'attimo fuggente, sono d'una grande originalità e furono ammirati ed ebbero vasta fama in Italia e all'estero nei centri più intellettuali ed artistici.

## Decorazione e architettura
Il suo incontro con Parigi segnò una tappa importante nella sua carriera d'artista. A Parigi decorò palazzi, ville, giardini monumentali. Decorò anche il palazzo della baronessa Ernesta Stern in Faubourg Sant Honorè: il grande salone di ricevimento simile ad una grande cattedrale gotica fu molto apprezzato nel mondo parigino. Per Madame Stern progettò e decorò il Palazzetto Stern in stile gotico a Venezia, sul Canal Grande, e villa Torre Clementina a Cap Martin, sulla Riviera Francese, dove creò elementi decorativi di grande audacia ed originalità. Per M.me Douine-Hériot, proprietaria dei Grandi Magazzini del Louvre, si occupò dell'abbazia di San Gregorio sul Canal Grande a Venezia dove, ispirandosi all'architettura gotica dell'abbazia, creò una casa del '300 veneziano in ogni suo particolare dal chiostro al refettorio.
La duchessa di Marchena, amante e poi moglie di Sir Basil Zaharoff (1849–1936), gli affidò la creazione di un grande parco nel suo castello di Balincourt ad Arronville nella Francia del Nord: monumenti, colonnati, fontane, statue, tappeti fioriti. Il parco fu classificato come una seconda Versailles. 
Ultimo lavoro di architettura e decorazione è Villa Hériot a Venezia, alla Giudecca (ora di proprietà del Comune di Venezia).
Durante i mesi estivi Raffaele Mainella si ritirava a Chioggia poi a Pellestrina nell'albergo Maddalena dove si era creato uno studio nel quale continuava la sua opera di acquarellista. 
Persa gradatamente negli ultimi anni di vita la vista, si spense il 27 aprile 1941 al Lido di Venezia.